# ヴィッラ・ディ・ブリアーノ
ヴィッラ・ディ・ブリアーノ（伊: Villa di Briano）は、イタリア共和国カンパニア州カゼルタ県にある、人口約7,400人の基礎自治体（コムーネ）。

## 地理

### 位置・広がり

#### 隣接コムーネ
隣接するコムーネは以下の通り。
- カザール・ディ・プリンチペ
- カザペゼンナ
- フリニャーノ
- サン・チプリアーノ・ダヴェルサ
- サン・マルチェッリーノ
- サン・タンマロ

### 気候分類・地震分類
ヴィッラ・ディ・ブリアーノにおけるイタリアの気候分類 (it) および度日は、zona C, 1097 GGである。
また、イタリアの地震リスク階級 (it) では、zona 2 (sismicità media) に分類される。